# Aletris foliolosa
Aletris foliolosa là một loài thực vật có hoa trong họ Nartheciaceae. Loài này được Stapf mô tả khoa học đầu tiên năm 1894.